# Dąbrówka (herb szlachecki)

Herb

Dąbrówka – herb szlachecki.

## Opis herbu
W polu błękitnym na podkowie srebrnej krzyż złoty, na trzech ramionach przekrzyżowany, taki krzyż u ocelów. U szczytu lew złoty, trzymający pęk liktorski.

## Najwcześniejsze wzmianki
Nadany przez cesarza Mikołaja I w 1839.

## Herbowni
Morawski,